# 马蹄寺石窟群
马蹄寺石窟群，位于中华人民共和国甘肃省张掖市肃南裕固族自治县境内，是包括马蹄北寺、马蹄南寺、千佛洞、金塔寺、上观音洞、中观音洞、下观音洞等7处洞窟群在内的石窟群。该石窟群始建于五胡十六国时期，最晚持续至清朝年间。由于年久失修，部分石窟已严重损毁，大量造像缺失。1996年，马蹄寺石窟群被列为全国重点文物保护单位。

## 历史
马蹄寺石窟群所在地位于中华人民共和国甘肃省张掖市肃南裕固族自治县境内临松山下的薤谷一带，该地区最早原有“薤谷石窟”，是十六国时期郭瑀所造，并作为其隐居和教学的地方:118。
东晋隆安五年（401年），沮渠蒙逊建立北凉，自此薤谷地区的石窟开始大规模雕凿，千佛洞及金塔寺一带的石窟就在此时雕成，并一直持续到清代为止，而内部造像和壁画的相关维护则一直持续到中华民国时期，其中以明嘉靖三年（1524年）和清光绪二十四年（1898年）的两次修葺规模最大。
安史之乱后，一支名为马蹄的吐蕃部落迁入张掖南部一带，该地区遂有多处地名被命名为马蹄，其中即包括马蹄寺石窟群。

## 结构

### 马蹄南寺
马蹄南寺位于肃南裕固族自治县马蹄区公署背面的半山腰上，现存一座已经被修复好的大经堂，佛窟尚存5至6座，但均已残损不堪。佛窟附近有几座石雕藏式佛塔。

### 马蹄北寺
马蹄北寺在南寺以北，与南寺之间相隔一座山头。马蹄北寺共有9座石窟，其中前8座尚可分辨。第1号窟为“药五洞”，平面为横向长方形，平顶，前壁已经坍塌，内正龛有药师如来坐佛一尊，风格为藏传佛教式，系二十世纪早期重装；入口正上方内侧有一座残龛，内部已无造像，左右龛壁各有一尊胁侍菩萨立像浮雕。第2号窟名为“观音阁”，洞前有木造阁楼，其内有一尊铜铸观音菩萨。第3号窟名为“三十三天”，最高处距离地面42米，上下共分五层，第一、二、三层各自水平方向开有5个窟，第四层水平方向开有3个窟，第五层仅有1个窟。各窟之间有隧道相连。石窟可分为两类，一种为平面方形的人字披形窟，另一种为平面方形的覆斗盖式四面坡顶窟。窟内造像大多已毁，窟内壁画部分为明朝时所重绘。第4号窟名为“北坐佛殿”，平面为横向长方形，平顶，前壁已塌毁，窟内造像多为二十世纪中早期所造。第5号窟位于4号窟的正上方，被称为“北药王洞”，为小形窟，平面为横向长方形，正壁设有3座龛，中龛为药师佛坐像，左右龛各有一尊半跏式胁侍菩萨，均已参会不堪。第6号窟名为“北观音洞”，窟内残破不堪，尚存有一尊清代塑造的观音坐像，左右窟壁中有明代所绘的变相观音壁画。第7号窟名为“藏佛殿”、“站佛殿”，是一座平面为纵向长方形的大窟，最外侧有3扇窟门，前部的窟顶为人字披式，已坍塌。全窟进深33.50米，宽27.43米，高15米。窟内分为内阵和外阵两部分，其中内阵为拜殿，正壁凿有上下两层圆拱龛，每层均为3个，上层佛像全部损毁；外阵为供信徒绕行的甬道，三面和后壁共有46座佛龛，每座佛龛内原来均有元代所造的结跏跌坐佛像，现已残毁大半。窟内壁画均为明代重绘。第8号窟名为“马蹄殿”，因相传殿前有一马蹄印而得名。平面近似方形，为中心柱窟，外侧开有3扇券形窟门，除去明代壁画之外，窟内仅存佛像残基。

### 金塔寺
金塔寺是马蹄寺石窟群当中开凿最早的区域之一，位于肃南裕固族自治县大都麻乡境内，共有2座石窟，均开凿在距离地面60余米的红石崖壁上。东侧的石窟为中心柱窟，平面为横长方形，已损毁，残深7.60米深，宽9.70米 ，高约6米。顶部为覆斗顶盖平顶，四壁不开龛，中柱四面分三层均有开龛。下层每面正中开有圆拱形龛，龛楣两侧各有一颗反顾的龙头，每龛内各塑有一尊佛，龛外的两侧除背面各塑一养子外，其余三面各塑一尊胁侍菩萨。佛均结跏跌坐于莲台上，以上造像部分为元代补塑。四面龛龛楣拱的两侧各塑3至4身飞天，相对作凌空飞舞之势。中间层，每面并排三个圆形线龛，每座龛内塑一尊佛像，南、东、西三面完外各塑一尊胁侍菩萨，中心柱背面的三龛塑有千佛。四周壁画有三层，其中最外层可根据其上墨书得知为嘉庆十八年（1813年）补绘。
西侧石窟亦为中心柱窟，宽7.90米，残深4.05米，高4.30米，四壁不开龛，中心柱每面均有三层造像。中心柱下层每面正中开有一座圆形龛，每龛内塑有一尊结跏跌坐佛，龛外两侧各塑有一尊菩萨。中层南面龛内塑一座结跏跌坐佛，龛外两侧各塑有一尊胁侍菩萨。北面龛内塑有一尊交脚弥勒佛,龛外两侧上、下各塑有二菩萨或二弟子,均为坐式。东面龛塑有一尊结跏坐佛，龛外两侧齐塑有结跏跌坐四菩萨。西面龛内塑左舒相坐的思维菩萨，龛外两侧亦各塑有结跏跌坐的四菩萨。上层每面均塑有千佛或菩萨。窟内四周绘有壁画。

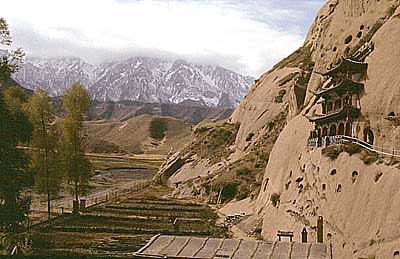
马蹄寺石窟

### 千佛洞
千佛洞是马蹄寺石窟群当中开凿最早的区域之一，根据其具体分布范围可以划分为西区、中区和东区。除东区为87座浮雕舍利塔外，其余两区共有10余座石窟，其中可编号窟两区各有4座:36，其情况如下：
西区有第1号至第4号窟，第1号窟为平面正方形的中心柱窟，前端为人字披式，后边的塔柱和三面窟壁形成券顶。塔柱正面开龛，内有一尊石胎立佛。2号窟也为中心柱窟，形制与1号窟类似，中心柱分四层，下层开圆拱尖楣龛，内塑有禅定坐佛或菩萨，龛外两侧各有一尊胁侍菩萨，龛顶各塑有2身或3身飞天造像；第二层至第四层则开有一座长条形线龛，其内塑有3身坐佛，龛周围绘有壁画。塑像损毁较为严重。2号窟与1号窟之间的连接门上写有明代时的信众奉佛的记录。3号窟为三壁三龛窟，后壁长2.3米，左壁长2.16米，右壁长2.24米，三壁均有开龛，塑像已损毁。4号窟为长方形中心柱窟，塔柱正面开龛，窟室左右两侧也各开一龛。塔柱龛内有一尊石胎泥塑跏跌坐佛，两侧各有一尊胁侍菩萨；左右两壁龛中的造像已损毁。:36
中区有第5号至第8号窟，其中5号窟名为“大雄宝殿”，窟平面为横长方形，平顶，窟内原有痕迹已经无存，内部有5尊新的塑像，窟外有汉式窟檐。第6号窟名为“西方三圣殿”，平面近似方形，四壁不开龛，后壁存有石雕的阿弥陀佛像，保存较为完整。7号窟位于6号窟正上方，平面为横长方形，其中左壁残存石胎立佛，其他各壁均损毁严重。8号窟为中心柱窟，左右窟壁前部各开有一座大深龛，中心塔柱正前方与其左侧均为四层开龛造像，具体为下层为圆拱形深龛，造像全无仅余基座；二、三、四层横开三排长方形浅龛，每排均有5尊坐佛。龛内外壁画均为1945年重新维护而成，原画可追溯至西魏年间。背面与右面开龛但无造像。:36

### 上观音洞
也被称为观音洞上寺，位于金塔寺以北4公里的山顶侧面。该区域共有可编号窟9座，其中1号窟平面为方形，平顶，正面开龛，龛内塑像已失，窟内壁绘有壁画；2号窟分上下两层，上层为三壁三龛窟，下层正面开龛，两层的佛像均缺失严重，下层窟内壁绘有壁画；3号窟内正面开龛，龛内绘有千佛、四大天王等；4号窟至8号窟内几乎无遗迹，部分窟被挪用为僧房；9号窟9号窟内正面开有一座长方形大龛，内存4尊结跏跌坐佛像，均已残毁。

### 中观音洞
中观音洞共有可编号窟8座，其内原有遗迹全部无存，其中1号窟为方形平顶大窟，内壁被全部刷白，摆放有现代塑像；2号窟和3号窟均为长方形平顶窟，分别位于1号窟的左右两侧；4号窟平面接近方形，顶部有所坍塌；5号窟原有形制已被全改；6号窟至8号窟原为地藏殿，其中8号窟被改为僧房。

### 下观音洞
下观音洞共有3座窟，其中1号窟为长方形平顶大窟，进深6米，宽5.10米，高4.50米，窟内遗迹不存，因曾被用作僧房，部分壁画被熏黑；2号窟已被改为现代殿堂，原有遗迹不存；3号窟位于1号窟上方，为中心柱窟，窟高5米，宽8.40米，深10米，四壁不开龛，窟顶前端为人字披，合面为四面披，四周壁画保存完好，中心柱分两层开龛造像，每层均为圆拱形龛，但造像已毁。

## 保护与开发
1957年3月5日，马蹄寺石窟被列为第一批甘肃省文物保护单位，当时其所属县级行政单位为民乐县:106。1963年2月11日，马蹄寺石窟群被重新核定为甘肃省级文物保护单位，此时马蹄寺石窟群已经被划入肃南裕固族自治县境内。1992年之前，马蹄寺石窟群一直由当地僧人管理和保护，但在1991年时，当地僧人对马蹄北寺七号窟中的壁画进行维修，但未能达到修旧如旧的效果，实质上对壁画造成了严重的破坏。1992年起，马蹄寺石窟被当地文物部门接管，当年马蹄北寺三号窟等洞窟开始接待游客。1996年11月，马蹄寺石窟群被列为第四批全国重点文物保护单位。由于在第二层和第三层之间的岩体裂缝现象日趋严重，几乎导致东西两侧山体分离，2002年，马蹄北寺三号窟被迫关闭。2003年，马蹄寺石窟群被爆出消防设施短缺等问题；金塔寺石窟的壁画出现了严重的酥碱、空鼓、颜料层粉化等现象。。同年，国家文物局下拨专款，对马蹄北寺、金塔寺和千佛洞的壁画、彩塑进行修复，并着手进行渗水处理加固、金塔寺石窟栈道改造、上中下三处观音洞维修保护等工程。2004年，肃南裕固族自治县政府在马蹄寺石窟群周边修建了停车场、卫生间等部分景区设施。同年8月，马蹄寺石窟群正式开始大规模维修，主要工作为岩体的加固，耗费专款共计478万元人民币，整体的维修工作于2006年11月正式完成。2005年起，马蹄寺石窟景区内的原有住户和单位被陆续迁出。2009年，马蹄寺石窟群中的壁画和彩塑相关修复工作基本完成。2011年，马蹄寺石窟群的部分岩体出现剥落现象。2012年，马蹄寺石窟群中的金塔寺石窟岩体防渗水病害治理及栈道改造工程启动。同年，张掖市文物保护研究所组织业务人员对马蹄寺石窟群南寺南区、北寺背山两处的457座浮雕舍利塔龛进行了专项调查，其中有2处共计110余座塔龛是在这次调查中首次发现的。2013年，国家文物局投资1200万元人民币，对马蹄寺石窟群进行安防系统工程建设，该工程于2014年完工。